# Weeshuispoortje
Het Weeshuispoortje is een boogpoort aan de Voorstraat 42 in de Nederlandse plaats Noordwijk, provincie Zuid-Holland. Sinds 1967 staat het poortje ingeschreven in het rijksmonumentenregister.

## Historie
Het boogpoortje dateert uit 1618 en diende destijds als ingang van een weeshuis. Boven het poortje zijn vier weesmeisjes en vier weesjongens afgebeeld, die neergeknield staren naar de duif, het symbool van de heilige geest. Het losse kinderkopje boven de deur is een versiering uit de renaissance. In 1628 kwam het weeshuis financieel in de problemen, waarna justitie deels eigenaar werd van het pand. Door de loop van de jaren heen werd het pand geheel als raadhuis in gebruik genomen. Het raadhuis heeft tot 1887 dienstgedaan. Het weeshuispoortje verhuisde mee naar het onderkomen van het nieuwe raadshuis. Het werd geplaatst aan de voorstraat-zijde, waar het nog steeds aanwezig is.

## Foto's

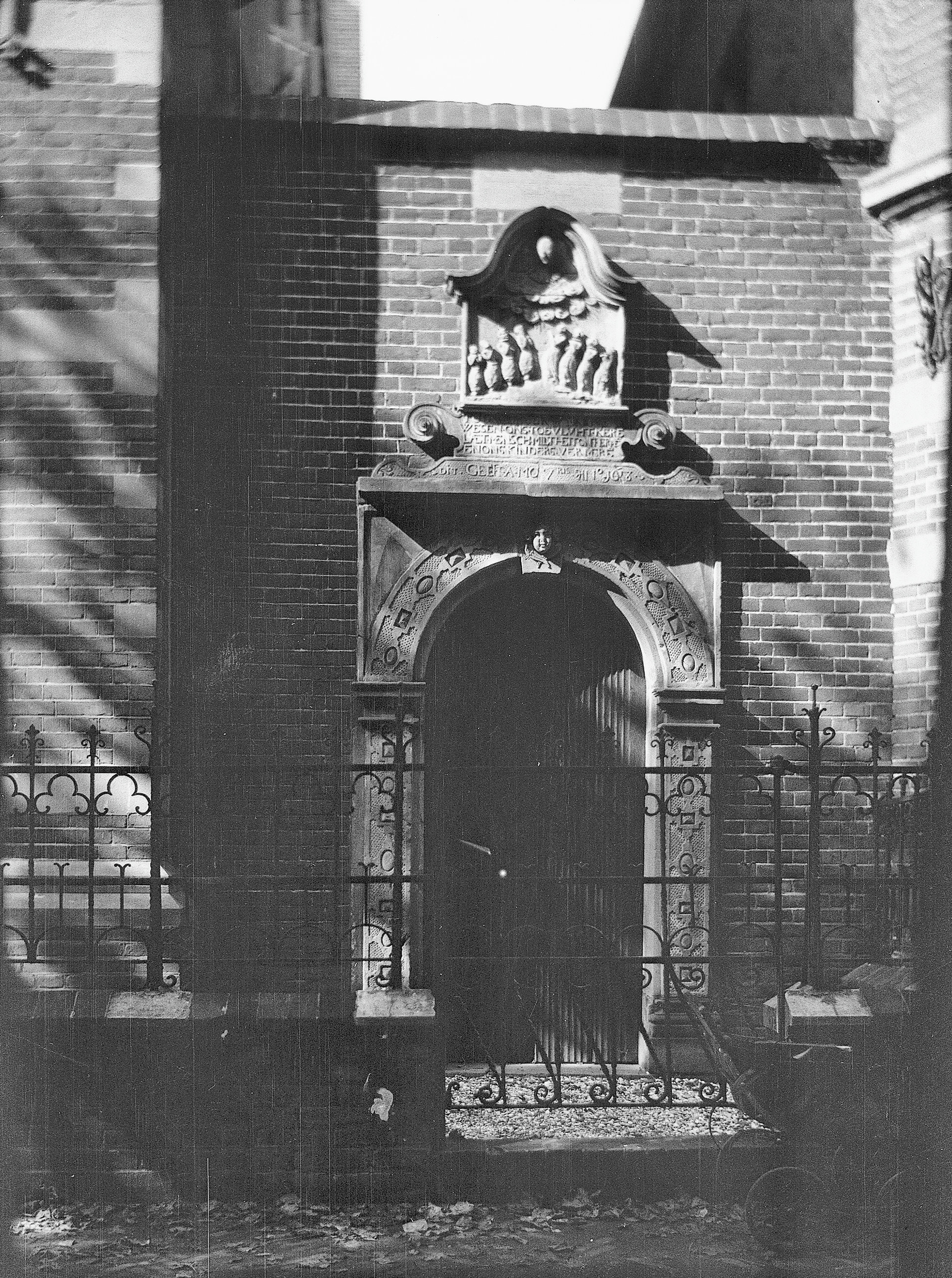
Datum onbekend
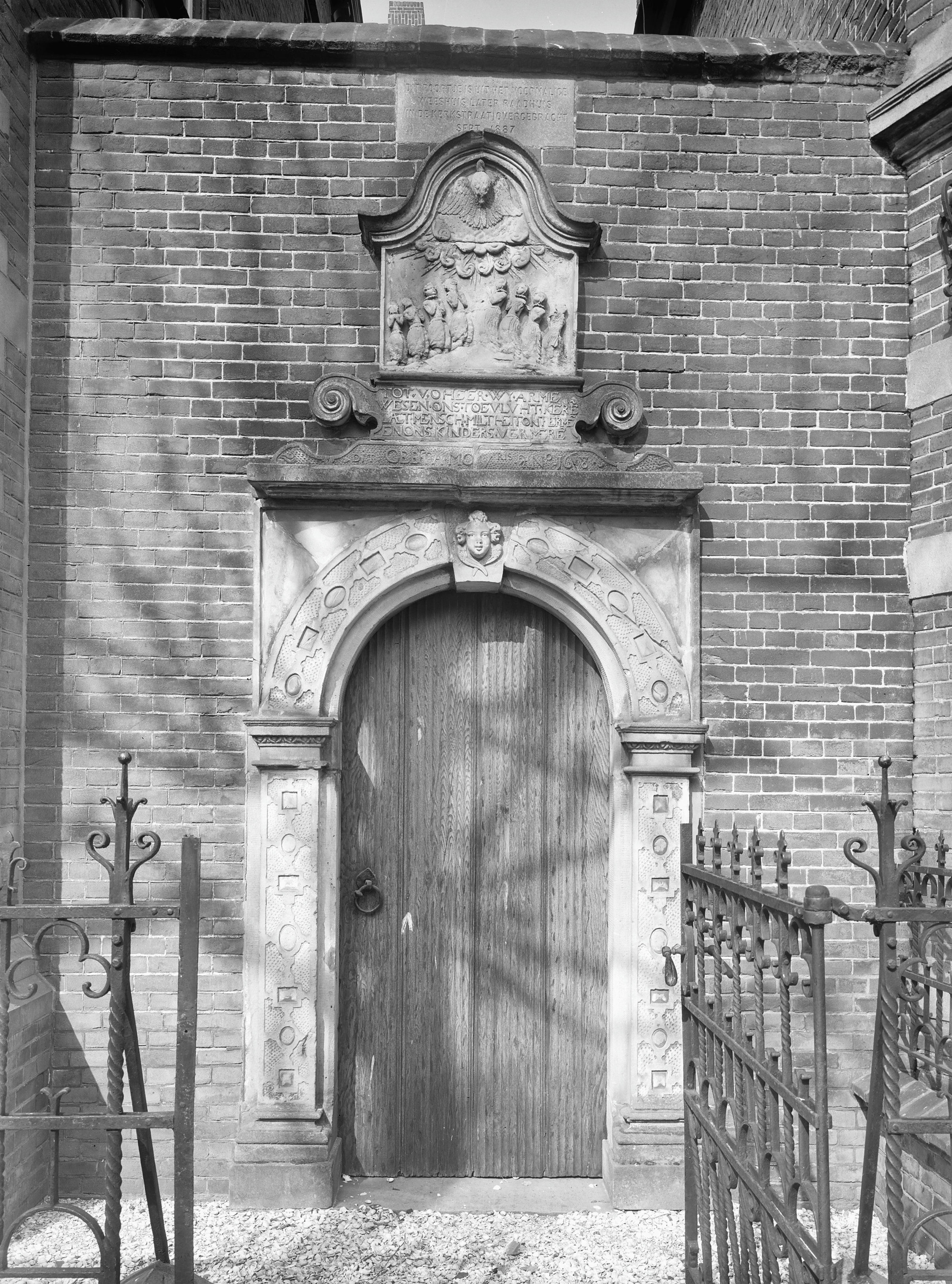
maart 1938
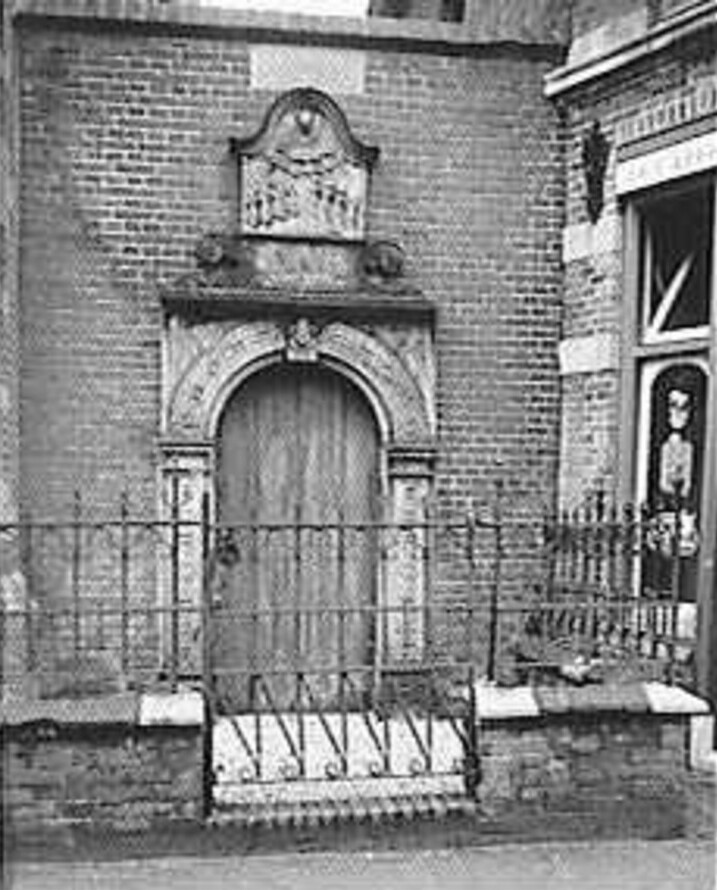
1 januari 1943
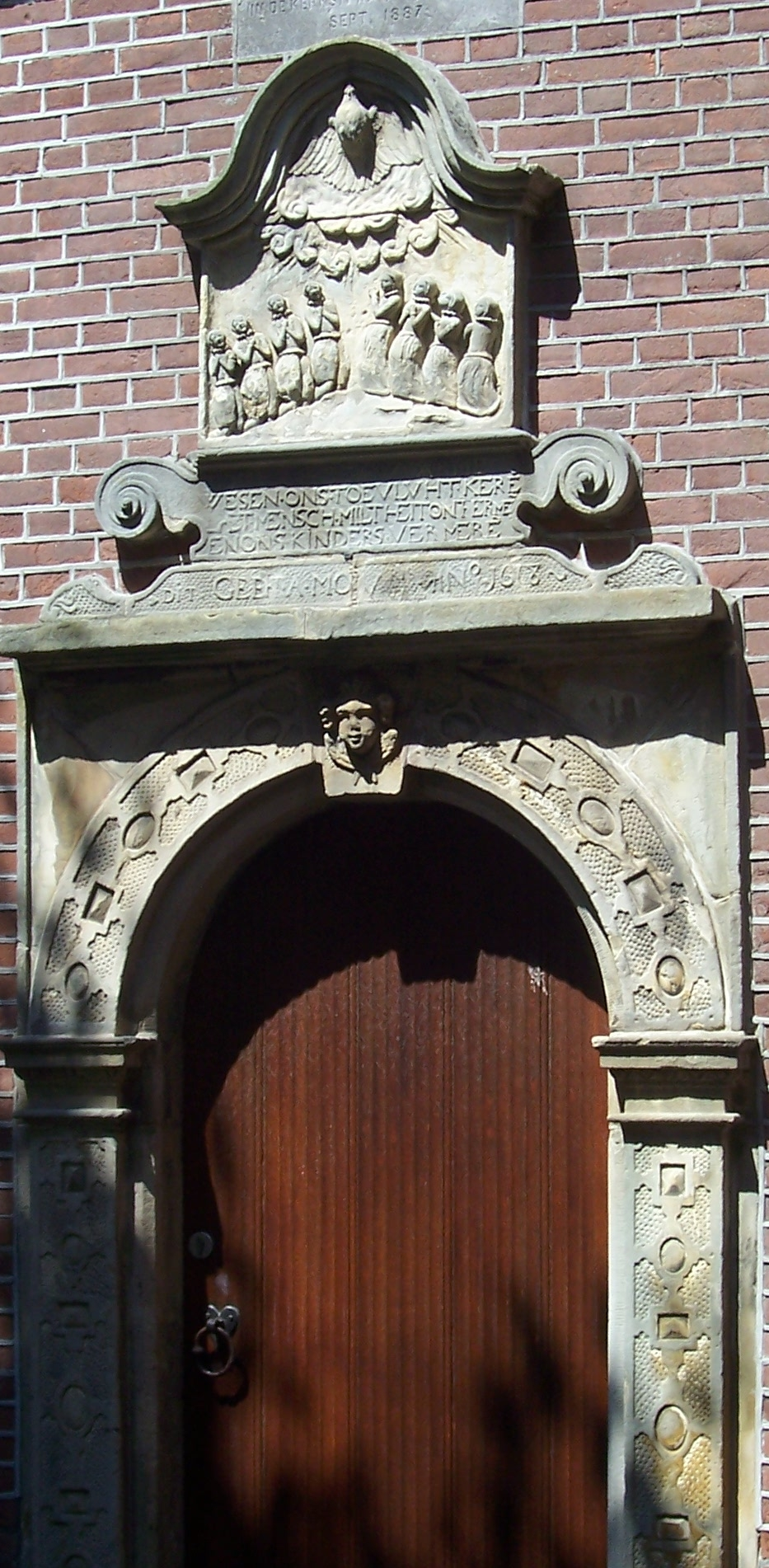
15 juli 2011
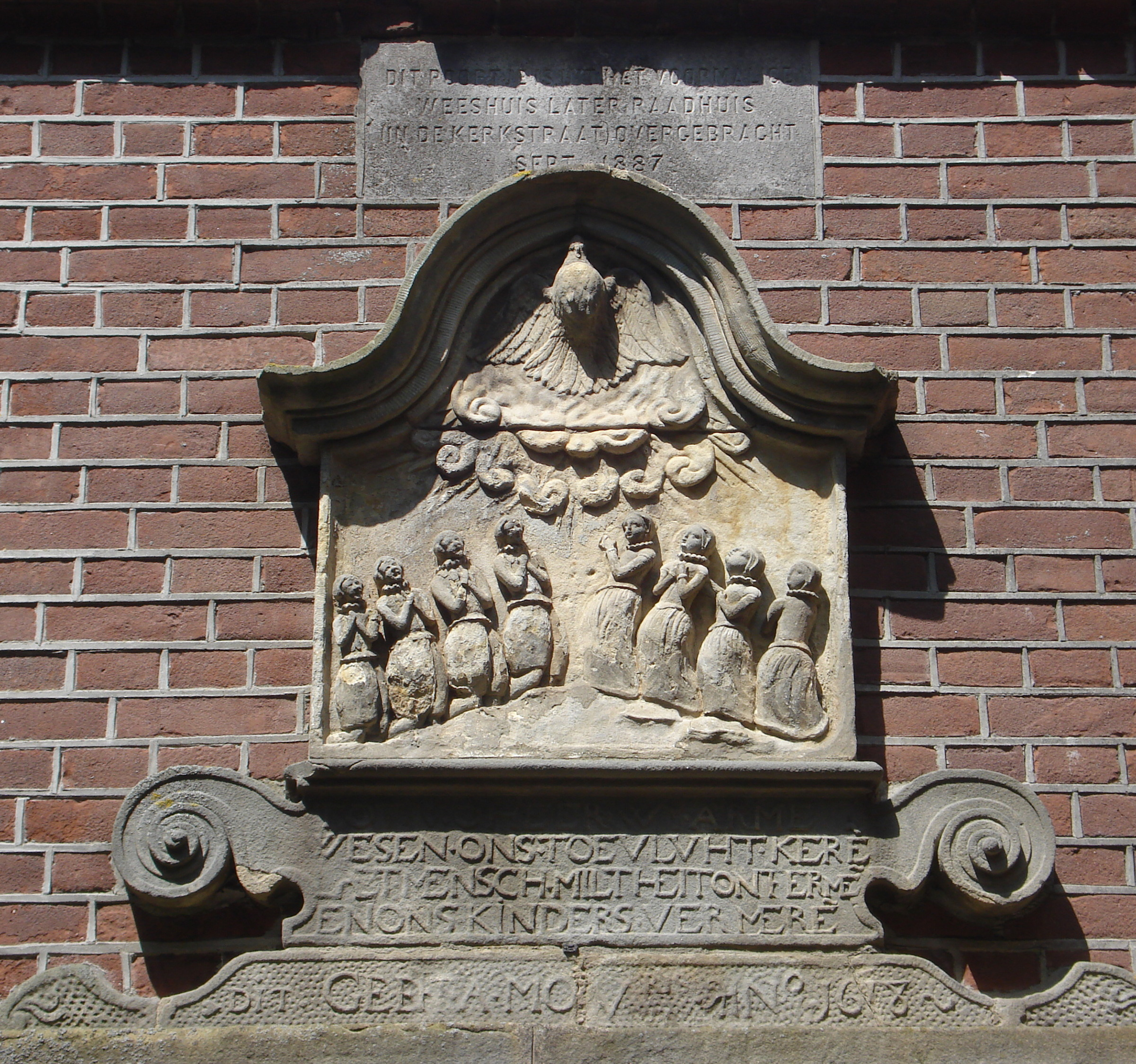
18 mei 2014, 12:26:56